# Советское (Первомайский район)
Сове́тское — село в Первомайском районе Оренбургской области. Административный центр Советского сельсовета.

## География
Село расположено на реке Грязнушка, в 18 км к северо-востоку от районного центра посёлка Первомайский.

## История
Село основано в первой половине XIX века как форпост Уральского казачьего войска под названием Гниловский.

## Население
| 2010 |
| ---- |
| 804  |